# Пелеш (Сату-Маре)
Пелеш (рум. Peleș) — село у повіті Сату-Маре в Румунії. Входить до складу комуни Лазурі.
Село розташоване на відстані 458 км на північний захід від Бухареста, 11 км на північний захід від Сату-Маре, 136 км на північний захід від Клуж-Напоки.

## Населення
За даними перепису населення 2002 року у селі проживали 829 осіб.
Національний склад населення села:
| Національність | Кількість осіб | Відсоток |
| -------------- | -------------- | -------- |
| угорці         | 636            | 76,7%    |
| цигани         | 149            | 18,0%    |
| румуни         | 44             | 5,3%     |

Рідною мовою назвали:
| Мова      | Кількість осіб | Відсоток |
| --------- | -------------- | -------- |
| угорська  | 780            | 94,1%    |
| румунська | 43             | 5,2%     |
| циганська | 6              | 0,7%     |